# 梅傑德
梅傑德（古埃及语：𓅓𓂝𓆓𓈈，拉丁转写：mḏd）是一位古埃及神祇，在死者之書中有關於祂的記載。

## 死者之書
死者之書的第17段提到，在眾多地位較卑微的神祇中，有一位神的名字叫做梅傑德（名字的意思是「打擊者」），下面為其記述：
「我知道祂們之中那位打擊者的名字，其從屬於歐西里斯的家族。祂能夠用眼睛射擊，然而祂無法被看見。」
這便是現今對梅傑德神僅有的認知。

## 網路迷因
在格林菲爾德莎草紙卷第76頁的插圖中，被認為是梅傑德的圖樣被描繪成「被圓錐狀物體覆蓋住身體，除了眉毛、眼睛和雙腳外沒有其他外露部分」，這個形象可以被很輕易的聯想作一個人罩著布或床單的樣子。
自從該莎草卷於2012年在東京森美術館與福岡美術館展覽後，梅傑德在日本的社群媒體間造成轟動。這位神祇融入日本流行文化中，成為網路迷因和電子遊戲中的角色。
梅傑德在以下的作品中登場：
- 《Fate/Grand Order》，手機遊戲，在遊戲中與法老尼托克里斯一同登場。
- 《龍族拼圖》，手機遊戲
- 《Battle Spirits》，卡牌遊戲
- 《Crash Fever》，手機遊戲
- 《你的目的就是殺死我3》，手機遊戲
- 《怪物彈珠》，手機遊戲
- 《突然降臨的埃及神》，動畫
- 《众神记（日语：神々の記）》，动画
- 《成為冒險家吧！》，漫畫
- 《Among us》